# Chaîne royale de Victoria
Ne doit pas être confondue avec l’ordre royal de Victoria.
La chaîne royale de Victoria (en anglais : Royal Victorian Chain) est une décoration créée en 1902 par le roi Édouard VII en tant que récompense personnelle du monarque (c'est-à-dire qu'il ne s'agit pas d'une distinction décernée sur l'avis d'un gouvernement d'un royaume du Commonwealth). Elle se situe au-dessus de l'ordre royal de Victoria, auquel elle est souvent associée mais pas officiellement. Réservée à l'origine aux membres de la famille royale, cette distinction n'est décernée qu'aux plus hauts dignitaires, notamment les monarques étrangers, les chefs d'État et d'autres personnalités telles que l'archevêque de Cantorbéry.

## Histoire
La chaîne royale de Victoria est instituée par le roi Édouard VII en 1902, six ans après la création de l'ordre royal de Victoria par sa mère. La chaîne royale de Victoria prend place au-dessus de toutes les décorations de l'ordre royal de Victoria mais elle ne fait pas officiellement partie de celui-ci. Édouard VII l'a créée en hommage à sa mère « comme décoration personnelle pour les souverains, les princes et autres personnalités royales, ainsi que pour quelques sujets britanniques éminents ». La première attribution de cette nouvelle décoration a lieu au mois d'août 1902, lorsque Frederick Temple, archevêque de Cantorbéry, est récompensé de la chaîne royale de Victoria à la suite du couronnement du roi, deux jours auparavant. Parmi les premiers récipiendaires figurent également le fils du roi, le prince de Galles (futur George V), et le frère du roi, le duc de Connaught et Strathearn.

## Description
La chaîne est en or, décorée des motifs de la rose Tudor, du chardon, du trèfle et de la fleur de lotus (symbolisant respectivement l'Angleterre, l'Écosse, l'Irlande et l'Inde) et du monogramme, émaillé en rouge, d'Édouard VII — ERI (Edwardus Rex Imperator) — entouré d'une couronne en or pour les hommes, à laquelle l'insigne est suspendu. La chaîne est portée soit autour du col pour les hommes, soit avec les quatre motifs et quelques maillons fixés à un ruban en forme de nœud bleu à bords rouge-blanc-rouge, sur l'épaule gauche, pour les femmes. Néanmoins, la princesse Margaret, sœur de la reine Élisabeth II, choisira plus tard de porter sa chaîne autour du col, tout comme les récipiendaires masculins.
L'insigne est une croix de Malte en or émaillée de blanc. De forme ovale, le médaillon central représente le monogramme royal et impérial de Victoria — VRI (Victoria Regina Imperatrix) — sur un fond rouge, lui-même entouré d'un anneau bleu, surmonté d'une couronne et portant le nom Victoria. La couronne et le monogramme de la reine sont tous deux sertis de diamants.

## Éligibilité et attribution
La chaîne royale de Victoria ne confère à ses récipiendaires aucun prédicat, titre ou lettre post-nominale, ni aucune préséance dans le système des distinctions honorifiques du Commonwealth. Elle représente toutefois un témoignage personnel de haute distinction et d'estime de la part du monarque. La chaîne peut être décernée à des hommes et des femmes de toute nationalité. La chaîne royale de Victoria doit être restituée au décès du récipiendaire.
Il s'agit normalement de la plus haute distinction décernée à des Canadiens, qui ne peuvent généralement pas recevoir de distinctions honorifiques selon la politique du cabinet fédéral. Seuls deux Canadiens ont reçu la chaîne royale de Victoria : Vincent Massey et Roland Michener, tous deux anciens gouverneurs généraux.
La chaîne royale de Victoria est invariablement décernée à tous les titulaires de la fonction d'archevêque de Cantorbéry, souvent juste après leur départ à la retraite. Les seuls titulaires de la fonction à ne pas avoir reçu la décoration depuis sa création sont William Temple, mort en fonction, et Justin Welby, archevêque actuel.

## Récipiendaires notables

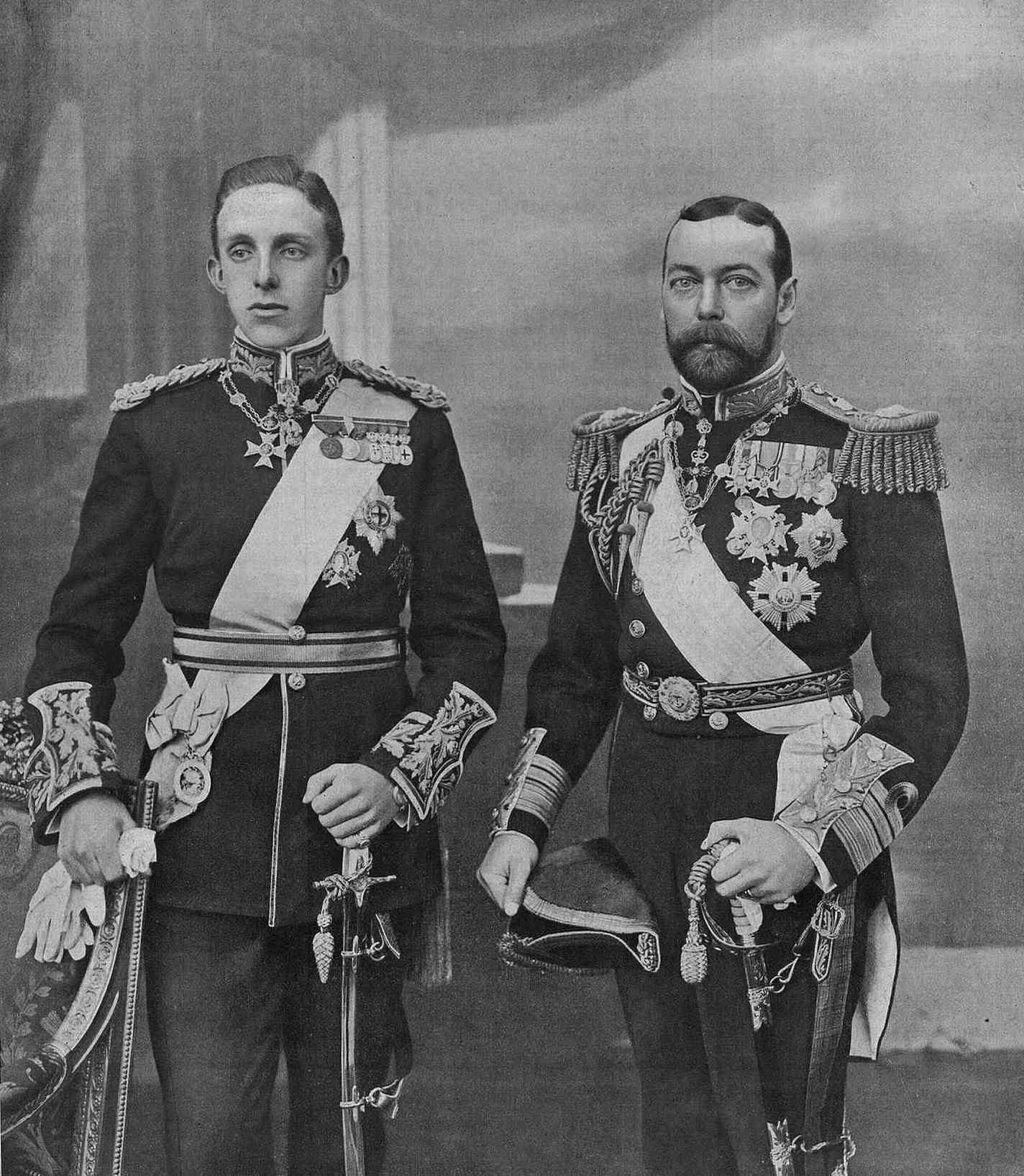
Les rois et portant la chaîne royale de Victoria (1905).

- Charles Ier, roi de Portugal et des Algarves (1902)[8].
- Alphonse XIII, roi d'Espagne (1905)[9].
- Georges Ier, roi des Hellènes (1905)[10].
- Haïlé Sélassié Ier, empereur d'Éthiopie (1930)[11].
- Charles de Gaulle, président de la République française (1960).
- Margrethe II, reine de Danemark (1974)[12].
- Charles XVI Gustave, roi de Suède (1975)[12].
- Beatrix, reine des Pays-Bas (1982)[12].
- António Ramalho Eanes, président de la République portugaise (1985)[12].
- Juan Carlos Ier, roi d'Espagne (1986)[12].
- George Carey, archevêque émérite de Cantorbéry (2002)[13].
- Philip Mountbatten, duc d'Édimbourg (2007)[14].
- Rowan Williams, archevêque émérite de Cantorbéry (2012)[15].
- William Peel, ancien lord-chambellan (2021)[16].